# Stephan Schiller
Stephan Schiller (* 24. Oktober 1963 in Stuttgart) ist ein deutscher Physiker. Er ist als Hochschullehrer am Institut für Experimentalphysik an der Heinrich-Heine-Universität Düsseldorf tätig.

## Ausbildung
Nach seinem Schulabschluss an der Scuola Europea im italienischen Varese 1981 studierte Schiller an der Technische Universität München Physik und schloss 1987 mit einem Diplom „summa cum laude“ ab. An der Stanford University promovierte er parallel zu einer Tätigkeit als Wissenschaftliche Hilfskraft bei Robert L. Byer 1993 zum Ph.D. in Angewandter Physik. Danach war er als Gruppenleiter bei Jürgen Mlynek an der Universität Konstanz tätig und habilitierte dort 1997 in Experimentalphysik.

## Karriere
Schiller blieb bis 1999 zunächst als Hochschuldozent in Konstanz. In diesem Jahr wurde er als ordentlicher Professor auf den Lehrstuhl für Experimentelle Physik an die Heinrich-Heine-Universität Düsseldorf berufen.
Seine Forschung umfasst verschiedene Felder. Dazu gehören ultrakalte Moleküle, durch sympathetische Kühlung präpariert, optische Atomuhren und ultrastabile Laser. Er befasst sich mit der Messung der fundamentalen Konstanten, mit Tests der fundamentalen Prinzipien der Physik (Relativitätstheorie) und dem direkten Nachweis der Dunklen Materie.

## Preise und Ehrungen
Schiller wurde 1987 durch die Studienstiftung des deutschen Volkes gefördert. 1997 erhielt er den Otto-Klung Preis für seine Arbeiten zur Quantenoptik, insbesondere zur Quantentomographie und zu besonders störungsarmen Messungen bei Verwendung stark gequetschten Lichts. Im Jahr 1998 erhielt er den Gerhard-Hess-Preis der Deutschen Forschungsgemeinschaft. Im Jahr 2017 wurde ihm der ERC Advanced Grant des Europäischen Forschungsrats für das Projekt PREMOL zuerkannt. 2022 wurden Schiller und Mitarbeiter mit dem Helmholtz-Preis ausgezeichnet.